# Melanesisk purpurdue
Melanesisk purpurdue (Pampusana stairi eller Gallicolumba stairi), også kendt som den generte jorddue eller den venlige jorddue (ground dove på engelsk), er en fugleart i familien duer (Columbidae). Den findes i Amerikansk Samoa, Fiji, Samoa, Tonga og Wallis og Futuna Islands. Dens naturlige habitat er subtropiske eller tropiske fugtige lavtliggende skove. Den er af IUCN registreret som en sårbar art der er truet af tab af habitat.